# Alice Butaud
Pour les articles homonymes, voir Butaud.
Alice Butaud, née le 30 novembre 1983 à Boulogne-Billancourt, est une écrivaine et actrice française de cinéma et de théâtre.

## Biographie
Formée à l'École Claude Mathieu, Alice Butaud se fait connaître du grand public en donnant la réplique à deux reprises à Louis Garrel dans les films Dans Paris (2006) et Les Chansons d'amour (2007) de Christophe Honoré. Elle joue également au théâtre, notamment dans Je vois des choses que vous ne voyez pas de Geneviève Brisac. 
Parallèlement, Alice Butaud est autrice. En 2022, elle publie Les filles montent pas si haut d'habitude chez Gallimard Jeunesse. Le livre remporte la Pépite de la fiction junior du Salon du livre de jeunesse de Montreuil. Il raconte l'histoire de Timoti qui vit seul avec son père et souffre de phobie scolaire. Un matin, celui-ci découvre dans sa chambre une poupée et une invitation d'une mystérieuse fille qui lui propose de partir à l'aventure le soir-même. 
En 2023 sort le premier tome d'une série de livres racontant le quotidien de cinq amis inséparables rentrant au collège, La vie commence en sixième. Vol.1. Catarina chez Gallimard Jeunesse,. Le second tome, Idrissa, sort en 2024. 

## Filmographie

### Cinéma
- 2006 : Dans Paris de Christophe Honoré
- 2007 : Les Chansons d'amour de Christophe Honoré
- 2008 : La Belle Personne de Christophe Honoré
- 2008 : Passager permanent (court métrage) de Thibault Émin
- 2008 : Versailles de Pierre Schoeller
- 2009 : Non ma fille, tu n'iras pas danser de Christophe Honoré
- 2010 : Les Mains en l'air de Romain Goupil
- 2010 : Simon Werner a disparu... de Fabrice Gobert
- 2011 : Ma part de strudel (court métrage) d'Éric-John Bretmel
- 2012 : Old Love Desert (court métrage) de Jonathan Millet
- 2012 : Nous ne ferons pas d'histoires (court-métrage) de Julie Debiton
- 2012 : Je fais feu de tout bois de Dante Desarthe
- 2012 : Mauvaise Fille de Patrick Mille
- 2013 : J'ai pas envie qu'on se quitte maintenant (court métrage) de Joachim Cohen
- 2024 : Jane Austen a gâché ma vie de Laura Piani

### Télévision
- 2006 : Sartre, l'âge des passions de Claude Goretta
- 2007 : Danielle Darrieux, une vie de cinéma de Anne Wiazemsky
- 2008 : Adrien de Pascale Bailly
- 2011 : Rituels meurtriers de Olivier Guignard
- 2011 : Louis XVI, l'homme qui ne voulait pas être roi de Thierry Binisti
- 2011 : Les Robins des pauvres de Frédéric Tellier
- 2012 : Les Revenants, série de Fabrice Gobert
- 2013 : Berthe Morisot de Caroline Champetier

### Réalisation
- 2014 : Coloriage (court métrage)
  - Sélection Panorama au Festival Côté court de Pantin 2014[7]

## Théâtre
- 2009 : Je vois des choses que vous ne voyez pas de Geneviève Brisac jouée à la Manufacture des Abbesses[8]

## Publications

### Théâtre
- Je vois des choses que vous ne voyez pas : théâtre, de Geneviève Brisac, chansons d'Alice Butaud, illustrations de Nadja, Actes Sud-Papiers, 2008
- La Guerre des deux roses, écrit à quatre mains avec Geneviève Brisac, éd. L'Avant-scène théâtre, 2010
- La Mère Noël, écrit à quatre mains avec Geneviève Brisac, L'École des loisirs, 2012

### Jeunesse
- La Vie volée de Becca Pie, texte de Alice Butaud, illustrations de Boaz Lehahn, l'École des loisirs, 2015
- Les zozos, écrit avec Marika Mathieu, illustrations de Soledad Bravi, L'École des loisirs, 2015
- Les trois cœurs : exposé sous-marin (de CM1), Alice Butaud et Marika Mathieu, illustrations de Soledad Bravi, l'École des loisirs, 2016
- Les filles montent pas si haut d'habitude, texte de Alice Butaud, illustrations de François Ravard, Gallimard jeunesse, 2021

#### Série
- La vie commence en sixième. Vol.1. Catarina, Gallimard Jeunesse, 2023
- La vie commence en sixième. Vol.2. Idrissa, Gallimard Jeunesse, 2024

## Distinctions
- 2021 : « Pépite » du Salon du livre et de la presse jeunesse[9], catégorie Fiction Junior, pour Les Filles montent pas si haut d’habitude, illustrations de François Ravard